# Piet Gerits
Piet Gerits (Opoeteren, 25 juli 1948) is een voormalig Belgisch voetballer. In 1965 speelde Gerits als belofte bij Standard Luik voor één seizoen maar speelde niet. Hierna speelde hij voor Patria FC Tongeren 1 seizoen. Zijn succesvolste periode was bij KFC Winterslag alvorens hij naar SK Bree vertrok. In de jaren 1980 werd hij trainer in de verschillende nationale afdelingen. Later stichtte hij FC De Kampioenen, een veteranenploeg in de Maaslandse Verstandhouding.

## Statistieken
| seizoen | club               | land   | competitie                | wed. | goals |
| ------- | ------------------ | ------ | ------------------------- | ---- | ----- |
| 1964/65 | Nevok Neerglabbeek | België | Derde provinciale Limburg | -    | -     |
| 1965/66 | Standard Luik      | België | Eerste Klasse             | 0    | 0     |
| 1966/67 | Patria FC Tongeren | België | Vierde Klasse             | 22   | 0     |
| 1967/68 | Forestoise         | België | Vierde Klasse             | -    | -     |
| 1969/70 | KFC Winterslag     | België | Derde Klasse              | 30   | 10    |
| 1970/74 | SK Bree            | België | Vierde Klasse             | -    | -     |
| 1974/76 | SK Bree            | België | Derde Klasse              | -    | -     |

## Statistieken als trainer
| seizoen | club                       | land   | competitie                 | wed. | goals          |
| ------- | -------------------------- | ------ | -------------------------- | ---- | -------------- |
| 1976/78 | Hamont-Lo                  | België | Eerste provinciale Limburg | -    | speler-trainer |
| 1978/79 | Peer SV                    | België | Eerste provinciale Limburg | -    | speler         |
| 1979/80 | Berkenbos                  | België | Eerste provinciale Limburg | -    | speler         |
| 1980/81 | Verbroedering Maasmechelen | België | Tweede provinciale Limburg | -    | speler-trainer |
| 1981/83 | Standaard Elen             | België | Derde provinciale          | -    | speler-trainer |
| 1983/87 | KFC Winterslag             | België | Tweede Klasse              | -    | Trainer        |
| 1987/90 | Zonhoven VV                | België | Vierde Klasse              | -    | Trainer        |
| 1990/94 | Rapid Spouwen              | België | Vierde Klasse              | -    | Trainer        |
| 1994/95 | Gerhees                    | België | Vierde Klasse              | -    | Trainer        |
| 1995/96 | Berkenbos                  | België | Vierde Klasse              | -    | Trainer        |